# Mimosa nothacacia
Mimosa nothacacia es una especie de leguminosa en la familia de las Fabaceae. Solo se la halla en Perú en los matorrales en la Cordillera de los Andes  a una altitud de 1000 - 1500 metros en el Departamento de Piura.

## Taxonomía
Mimosa nothacacia fue descrita por Rupert Charles Barneby  y publicado en  Memoirs of the New York Botanical Garden 65: 59–60. 1991. Missouri Botanical Garden</ref>

## Nombre común
En Perú: "uña de Gato de la Costa"